# Eusclera indica
Eusclera indica is een hooiwagen uit de familie Sclerosomatidae.